# 热圆菌属
热圆菌属為硫还原球菌目硫还原球菌科的一属革兰氏阴性菌。细胞规则球状。栖息于陆地热硫磺泉。此属的模式种且为唯一种为葡萄热圆菌(Thermosphaera aggregans)。

## 下属物种
- 葡萄热圆菌 Thermosphaera aggregans Huber et al., 1998